# مارت لار
مارت لار (انگلیسی: Mart Laar؛ زادهٔ ۲۲ آوریل ۱۹۶۰) یک سیاست‌مدار اهل استونی است.
وی از اکتبر ۱۹۹۲ تا نوامبر ۱۹۹۴ و از مارس ۱۹۹۹ تا ژانویه ۲۰۰۲ نخست‌وزیر استونی بوده است، لار همچنین از آوریل ۲۰۱۱ تا مه ۲۰۱۲ وزیر امور خارجه این کشور بوده است.